# Earl of Holderness
Earl of Holderness (auch Holdernesse) war ein erblicher britischer Adelstitel, benannt nach der englischen Landschaft Holderness, der dreimal in der Peerage of England verliehen wurde.

## Verleihungen
In erster Verleihung wurde der Titel am 22. Januar 1621 an John Ramsay, 1. Viscount of Haddington verliehen, zusammen mit den nachgeordneten Titeln Baron Kingston upon Thames, of Kingston upon Thames in the County of Surrey. Zuvor waren ihm in der Peerage of Scotland am 11. Juni 1606 die Titel Viscount of Haddington und Lord Ramsay of Barns sowie am 25. August 1615 der Titel Lord Ramsay of Melrose verliehen worden. Da er kinderlos blieb, erloschen die Titel bei seinem Tod am 28. Februar 1626.
In zweiter Verleihung wurde der Titel am 24. Januar 1644 an Prinz Ruprecht von der Pfalz, einen Neffen König Karls I., verliehen, als nachgeordneter Titel des gleichzeitig verliehenen Titels Duke of Cumberland. Mangels legitimer Nachkommen erloschen beide Titel bei seinem Tod am 29. November 1682.
In dritter Verleihung wurde der Titel im Dezember 1682 für Conyers Darcy, 8. Baron Darcy de Knayth geschaffen. Dieser führte bereits die Titel 8. Baron Darcy de Knayth und 5. Baron Conyers und 2. Baron Darcy of Meinill. Letzterer war seinem Vater am 10. August 1641 verliehen worden, die anderen beiden Baronien waren diesem gleichzeitig nach langjähriger Abeyance zuerkannt worden. Der jeweilige Titelerbe des Earls führte den Höflichkeitstitel Lord Darcy and Conyers. Das Earldom erlosch beim Tod des 4. Earls am 16. Mai 1778.

## Liste der Titelinhaber

### Earls of Holderness, erste Verleihung (1621)
- John Ramsay, 1. Earl of Holderness (1580–1626)

### Earls of Holderness, zweite Verleihung (1644)
- Ruprecht von der Pfalz, 1. Duke of Cumberland, 1. Earl of Holderness (1619–1682)

### Barone Darcy of Meinill (1641)
- Conyers Darcy, 1. Baron Darcy of Meinill († 1654)
- Conyers Darcy, 2. Baron Darcy of Meinill (1682 zum Earl of Holderness erhoben)

### Earls of Holderness, dritte Verleihung (1682)
- Conyers Darcy, 1. Earl of Holderness (1599–1689)
- Conyers Darcy, 2. Earl of Holderness (1620–1692)
- Robert Darcy, 3. Earl of Holderness (1681–1722)
- Robert Darcy, 4. Earl of Holderness (1718–1778)